# استان پومرانی
استان پومرانی (به لهستانی: województwo pomorskie) یکی از استان‌های ۱۶ گانه لهستان است که در شمال آن قرار دارد و مرکز آن شهر گدانسک می‌باشد. بخش غربی این استان در پیرامون سووپسک از نظر تاریخی مربوط به پومرانی دور بوده، در حالی که پومرالیا و ساحلی شرقی رود ویستولا در منطقهٔ تاریخی پروس قرار داشته‌اند.
استان پومرانی در سال ۱۹۹۹ تأسیس شد. این استان از جهت غرب به استان پومرانی غربی، از جنوب به استان لهستان بزرگ‌تر و استان کویاوی-پومرانیا، از شرق به استان وارمی-ماسوری و از شمال به دریای بالتیک محدود می‌شود.
بزرگترین شهرهای استان پومرانی گدانسک، گدنیا، سووپسک و سوپوت هستند.

## شهرها

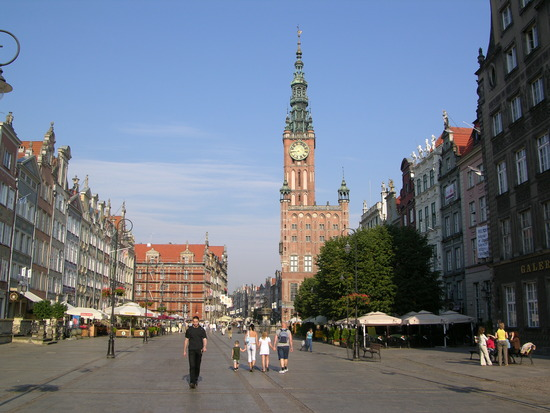
شهر گدانسک مرکز استان پومرانی

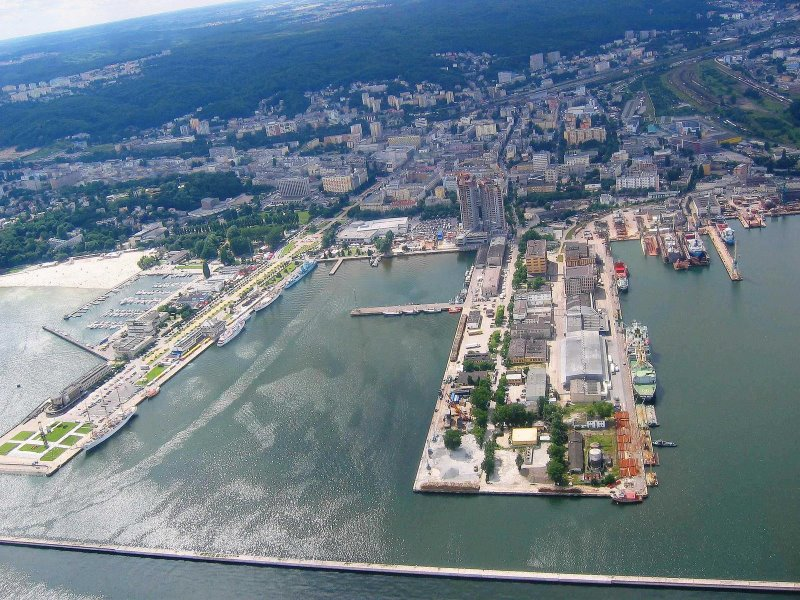
گدنیا یکی از سه بندر بزرگ لهستان

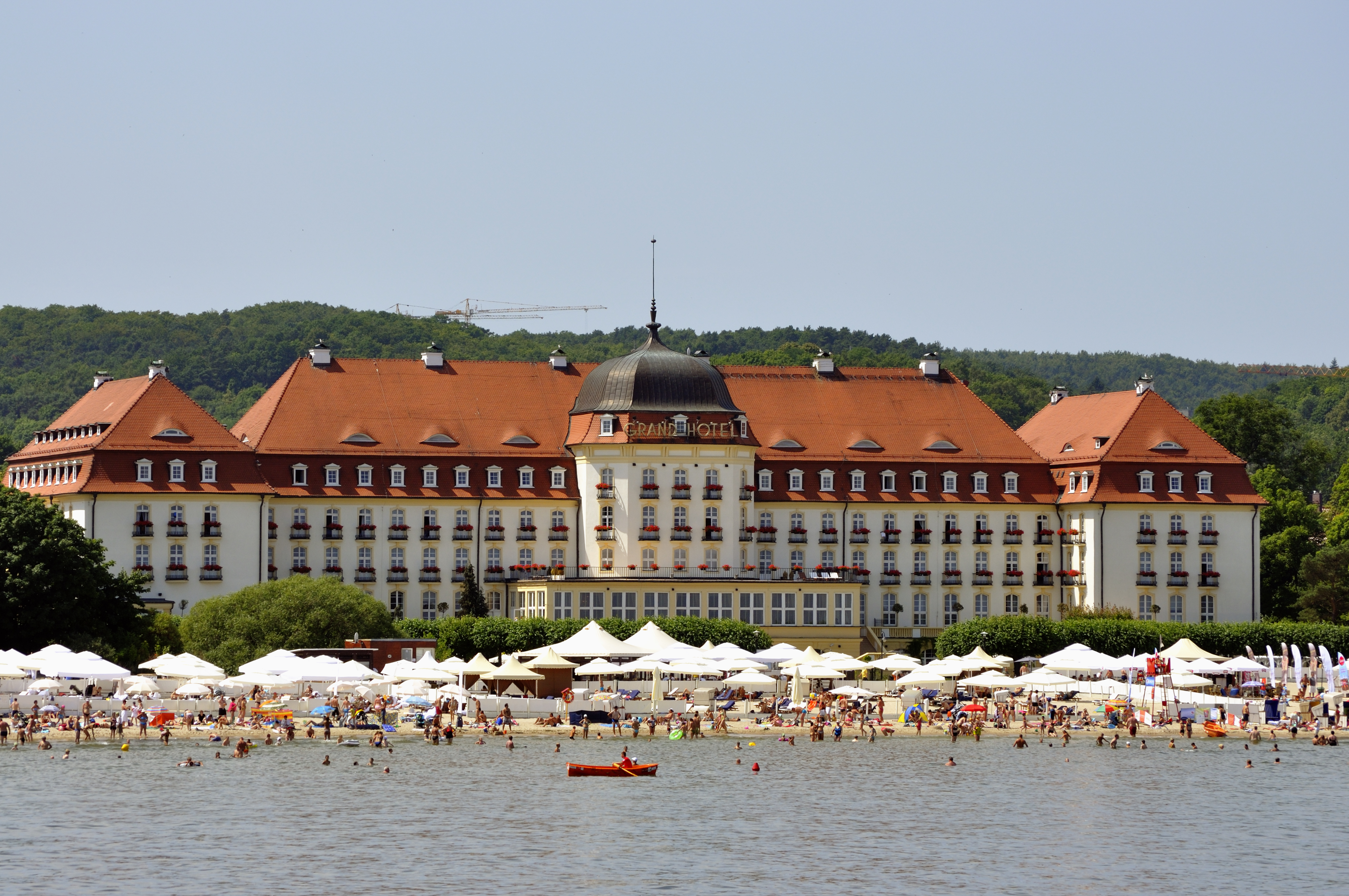
سوپوت

استان پومرانی ۴۲ شهر و شهرک دارد که به ترتیب جمعیت در جدول زیر فهرست شده‌اند (بر اساس آمار رسمی در سال ۲۰۱۴ میلادی):
1. گدانسک (۴۶۱٬۹۳۵)
2. گدنیا (۲۴۷٬۷۹۲)
3. سووپسک (۹۳٬۷۰۶)
4. تچف (۶۰٬۵۶۸)
5. ویهرووو (۵۰٬۳۱۰)
6. استاروگارد گدانسکی (۴۸٬۵۱۳)
7. رومیا (۴۷٬۵۰۶)
8. خوینیتسه (۴۰٬۱۴۶)
9. مالبورک (۳۸٬۹۷۰)
10. کفیدزن (۳۸٬۸۴۹)
11. سوپوت (۳۷٬۶۸۳)
12. لمبورک (۳۵٬۴۷۵)
13. پروشت گدانسکی (۲۹٬۰۳۴)
14. کوشچژنا (۲۳٬۶۹۶)
15. ردا (۲۳٬۳۴۳)
16. بتوف (۱۶٬۸۲۸)
17. اوستکا (۱۶٬۱۵۸)
18. کارتوزه (۱۴٬۸۴۷)
19. چوخوف (۱۴٬۳۱۱)
20. پوتسک (۱۱٬۳۶۹)
21. میاستکو (۱۰٬۸۹۰)
22. اشتوم (۱۰٬۳۲۲)
23. ووادیسواوووو (۱۰٬۱۷۵)
24. چرسک (۱۰٬۰۴۶)
25. نووی دوور گدانسکی (۱۰٬۰۴۲)
26. پرابوته (۸٬۷۸۲)
27. پلپلین (۸٬۲۳۶)
28. اسکارشوه (۷٬۰۸۷)
29. گنیف (۶٬۸۶۱)
30. ژوکووو (۶٬۵۱۲)
31. چارنه (۶٬۰۹۵)
32. جژگون (۵٬۵۷۱)
33. دبژنو (۵٬۲۱۸)
34. بروسه (۵٬۰۵۱)
35. نووه استاف (۴٬۳۲۸)
36. یاستارنیا (۳٫۸۰۸)
37. وبا، لهستان (۳٫۸۰۸)
38. کمپیتسه (۳٫۷۷۵)
39. هل، لهستان (۳٫۶۱۳)
40. اسکورچ (۳٫۵۷۸)
41. چارنا وودا (۲٫۸۷۵)
42. کرنیتسا مورسکا (۱٫۳۳۶)

## تقسیمات کشوری

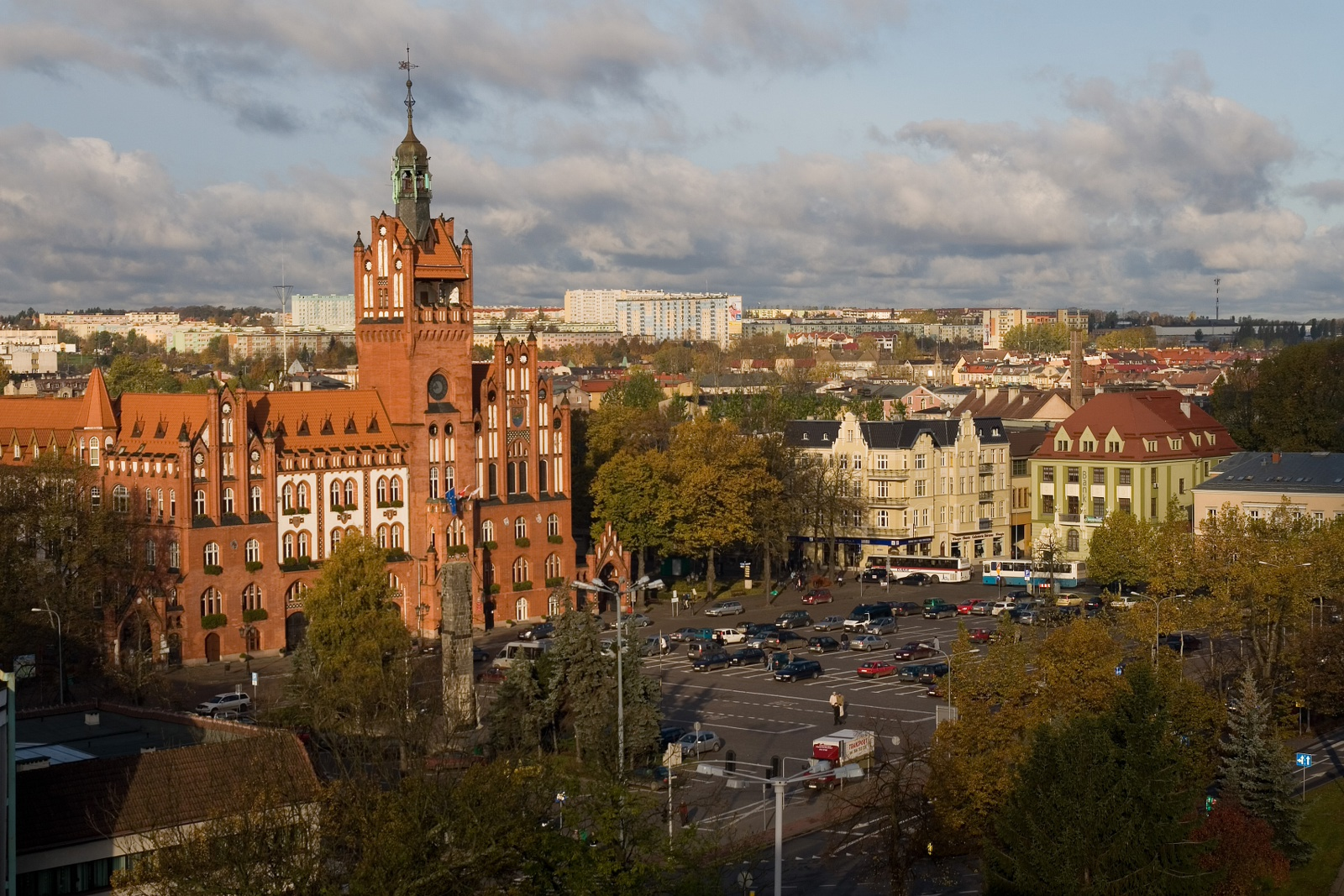
سووپسک بزرگترین شهر بخش غربی استان پومرانی

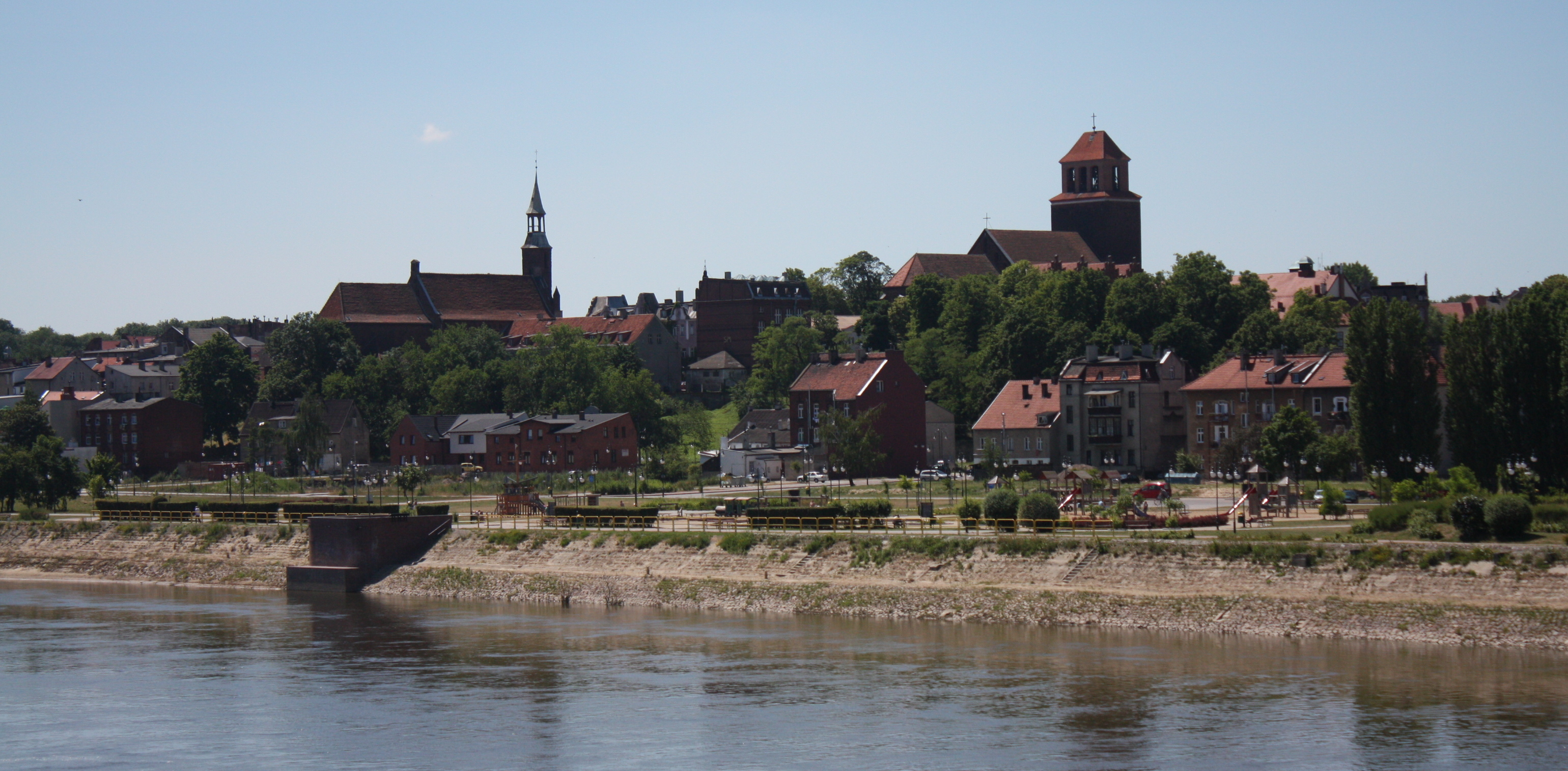
تچف بزرگترین شهر بخش قومی فرهنگی کوسیوی

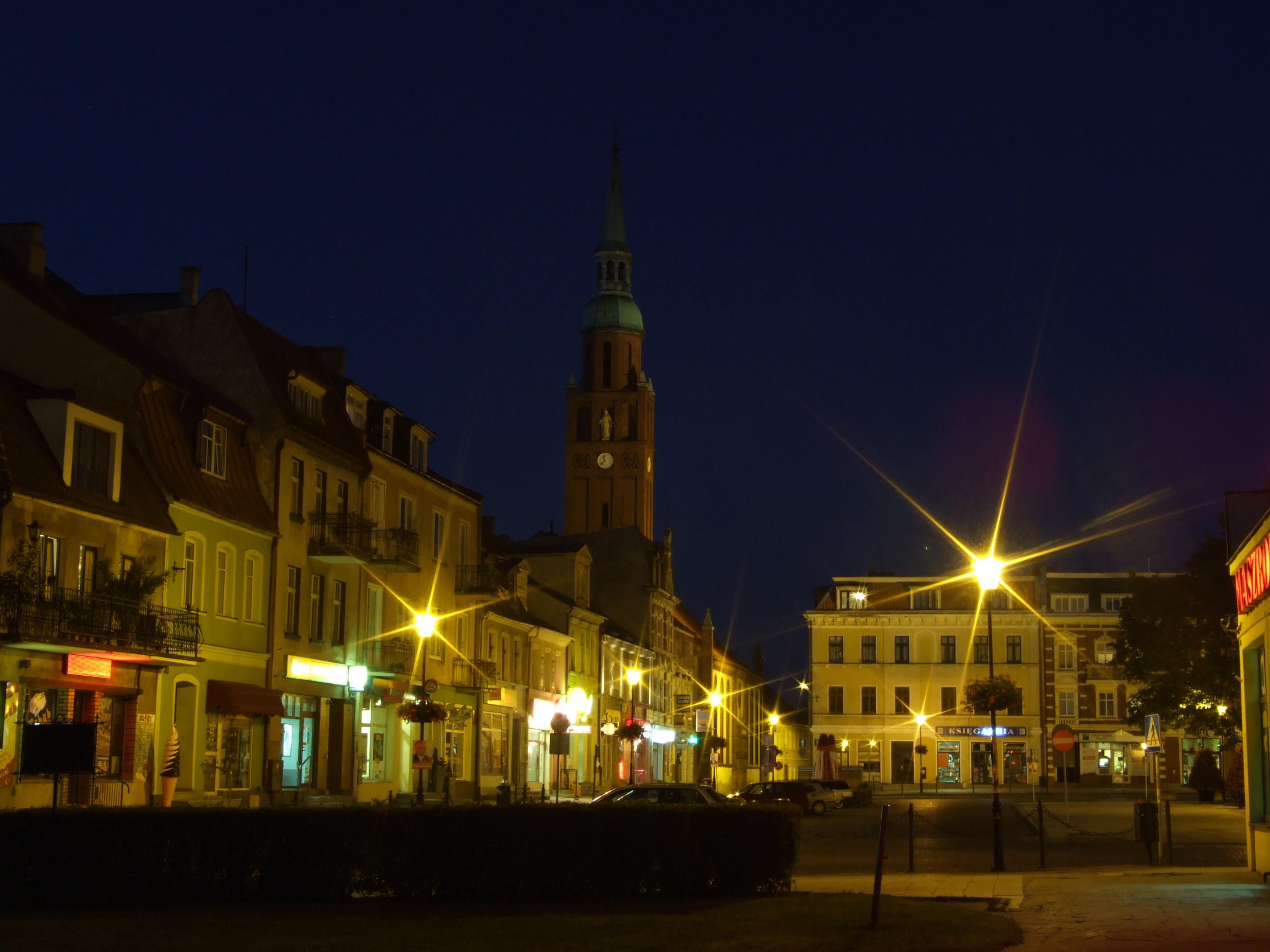
استاروگارد گدانسکی مرکز کوسیوی

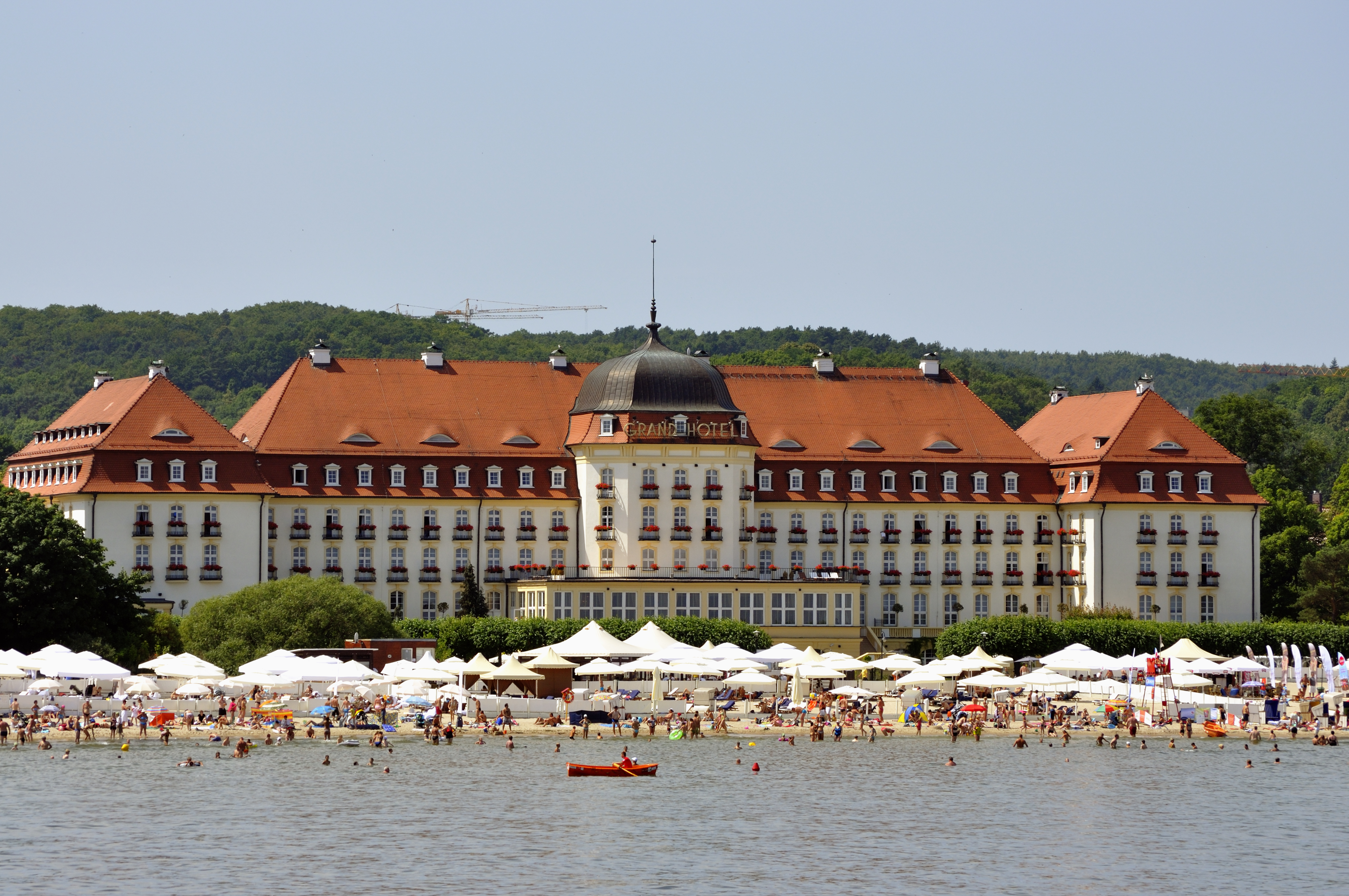
سوپوت یک شهر ساحلی است

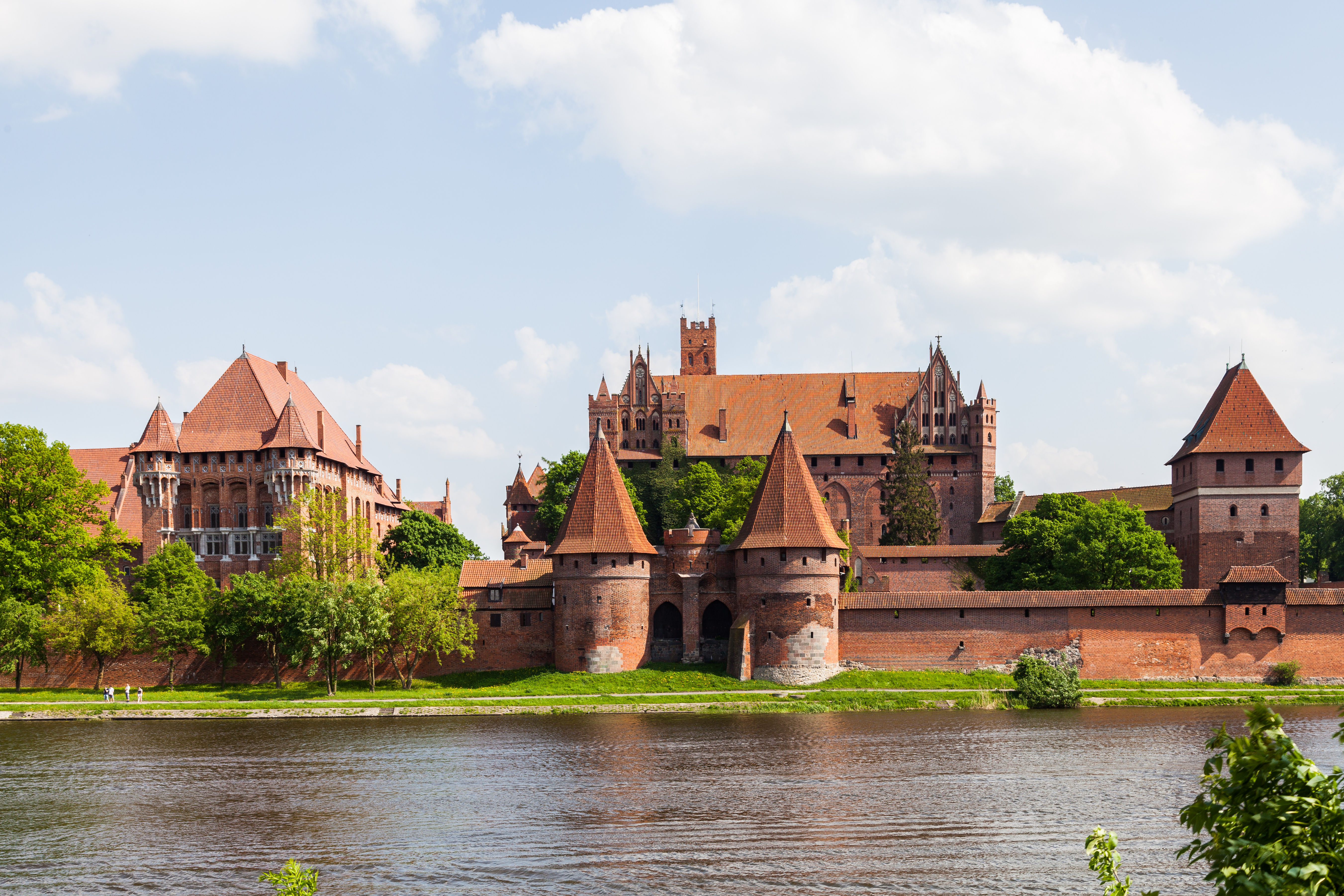
قلعه مالبورک یکی از میراث جهانی یونسکو است

استان پومرانی به ۲۰ شهرستان (پوویات) تقسیم شده‌است که به ۱۲۳ گمینا تقسیم می‌شوند.
شهرستان‌های پومرانی در جدول زیر فهرست شده‌اند.
| نام فارسی و لهستانی                                     | مساحت (km²) | جمعیت (۲۰۰۶) | مرکز               | شهرهای دیگر                  | تعداد گمیناها |
| شهرستان‌های شهری                                         |             |              |                    |                              |               |
| گدانسک                                                  | ۲۶۲         | ۴۵۶٬۱۰۳      |                    |                              | ۱             |
| گدنیا                                                   | ۱۳۶         | ۲۵۱٬۱۸۳      |                    |                              | ۱             |
| سووپسک                                                  | ۴۳٫۱۵       | ۹۸٬۴۰۲       |                    |                              | ۱             |
| سوپوت                                                   | ۱۷٫۳۱       | ۳۹٬۸۳۶       |                    |                              | ۱             |
| شهرستان‌های سرزمینی                                      |             |              |                    |                              |               |
| شهرستان ویهرووو powiat wejherowski                      | ۱٬۲۸۰       | ۱۸۱٬۸۳۴      | ویهرووو            | رومیا، ردا                   | ۱۰            |
| شهرستان استاروگارد powiat starogardzki                  | ۱٬۳۴۵       | ۱۲۱٬۹۶۳      | استاروگارد گدانسکی | اسکارشوه، اسکورچ، چارنا وودا | ۱۳            |
| شهرستان تچف powiat tczewski                             | ۶۹۸         | ۱۱۲٬۶۱۴      | تچف                | پلپلین، گنیف                 | ۶             |
| شهرستان کارتوزه powiat kartuski                         | ۱٬۱۲۰       | ۱۰۹٬۳۱۱      | کارتوزه            | ژوکووو                       | ۸             |
| شهرستان سووپسک powiat słupski                           | ۲٬۳۰۴       | ۹۲٬۱۷۲       | سووپسک *           | اوستکا، کپیتسه               | ۱۰            |
| شهرستان خوینیتسه powiat chojnicki                       | ۱٬۳۶۴       | ۹۱٬۵۸۵       | خوینیتسه           | چرسک، بروسه                  | ۵             |
| شهرستان گدانسک powiat gdański                           | ۷۹۳         | ۸۵٬۵۶۶       | پروشت گدانسکی      |                              | ۸             |
| شهرستان کفیدزن powiat kwidzyński                        | ۸۳۵         | ۸۰٬۷۰۴       | کفیدزن             | پرابوته                      | ۶             |
| شهرستان بتوف powiat bytowski                            | ۲٬۱۹۳       | ۷۵٬۳۱۳       | بتوف               | میاستکو                      | ۱۰            |
| شهرستان پوتسک powiat pucki                              | ۵۷۸         | ۷۴٬۱۹۶       | پوتسک              | ووادیسواوووو، یاستارنیا، هل  | ۷             |
| شهرستان کوشچژنا powiat kościerski                       | ۱٬۱۶۶       | ۶۶٬۷۷۸       | کوشچژنا            |                              | ۸             |
| شهرستان لمبورک powiat lęborski                          | ۷۰۷         | ۶۳٬۶۵۹       | لمبورک             | وبا                          | ۵             |
| شهرستان مالبورک powiat malborski                        | ۴۹۵         | ۶۲٬۹۶۰       | مالبورک            | نووه استاف                   | ۶             |
| شهرستان چوخوف powiat człuchowski                        | ۱٬۵۷۴       | ۵۶٬۷۹۷       | چوخوف              | چارنه، دبژنو                 | ۷             |
| شهرستان اشتوم powiat sztumski                           | ۷۳۱         | ۴۱٬۸۰۸       | اشتوم              | جژگون                        | ۵             |
| شهرستان نووه دوور گدانسکی powiat nowodworski (pomorski) | ۶۵۳         | ۳۵٬۴۹۸       | نووی دوور گدانسکی  | کرینیکا مورسکا               | ۵             |
| * مرکز جزئی از شهرستان نیست                             |             |              |                    |                              |               |